# Grand Prix Formule 1 van Monaco 2019
De Grand Prix Formule 1 van Monaco 2019 werd gehouden op 26 mei op het Circuit de Monaco. Het was de zesde race van het seizoen 2019.

## Vrije trainingen
- Er wordt enkel de top-5 weergegeven.

| Vrije training 1 | Pos | No | Coureur          | Constructeur     | Tijd     |
| ---------------- | --- | -- | ---------------- | ---------------- | -------- |
| Vrije training 1 | 1   | 44 | Lewis Hamilton   | Mercedes         | 1:12.106 |
| Vrije training 1 | 2   | 33 | Max Verstappen   | Red Bull-Honda   | 1:12.165 |
| Vrije training 1 | 3   | 77 | Valtteri Bottas  | Mercedes         | 1:12.178 |
| Vrije training 1 | 4   | 16 | Charles Leclerc  | Ferrari          | 1:12.467 |
| Vrije training 1 | 5   | 5  | Sebastian Vettel | Ferrari          | 1:12.823 |
| Vrije training 2 | Pos | No | Coureur          | Constructeur     | Tijd     |
| Vrije training 2 | 1   | 44 | Lewis Hamilton   | Mercedes         | 1:11.118 |
| Vrije training 2 | 2   | 77 | Valtteri Bottas  | Mercedes         | 1:11.199 |
| Vrije training 2 | 3   | 5  | Sebastian Vettel | Ferrari          | 1:11.881 |
| Vrije training 2 | 4   | 10 | Pierre Gasly     | Red Bull-Honda   | 1:11.938 |
| Vrije training 2 | 5   | 23 | Alexander Albon  | Toro Rosso-Honda | 1:12.031 |
| Vrije training 3 | Pos | No | Coureur          | Constructeur     | Tijd     |
| Vrije training 3 | 1   | 16 | Charles Leclerc  | Ferrari          | 1:11.265 |
| Vrije training 3 | 2   | 77 | Valtteri Bottas  | Mercedes         | 1:11.318 |
| Vrije training 3 | 3   | 44 | Lewis Hamilton   | Mercedes         | 1:11.478 |
| Vrije training 3 | 4   | 33 | Max Verstappen   | Red Bull-Honda   | 1:11.539 |
| Vrije training 3 | 5   | 10 | Pierre Gasly     | Red Bull-Honda   | 1:11.738 |

## Kwalificatie
Lewis Hamilton behaalde voor Mercedes zijn tweede pole position van het seizoen door teamgenoot Valtteri Bottas te verslaan. Red Bull-coureur Max Verstappen zette de derde tijd neer, voor Ferrari-coureur Sebastian Vettel en de andere Red Bull-rijder Pierre Gasly. Kevin Magnussen werd zesde voor Haas, nog voor Renault-coureur Daniel Ricciardo. De top 10 werd afgesloten door Toro Rosso-coureur Daniil Kvjat, McLaren-coureur Carlos Sainz jr. en de andere Toro Rosso-rijder Alexander Albon.
Na afloop van de kwalificatie ontvingen Pierre Gasly en Alfa Romeo-coureur Antonio Giovinazzi een straf van drie startplaatsen omdat zij tijdens de kwalificatie respectievelijk Haas-rijder Romain Grosjean en Renault-rijder Nico Hülkenberg in de weg reden tijdens hun snelle kwalificatieronde.
| Pos                 | No | Coureur            | Constructeur              | Q1       | Q2       | Q3       | Grid |
| ------------------- | -- | ------------------ | ------------------------- | -------- | -------- | -------- | ---- |
| 1                   | 44 | Lewis Hamilton     | Mercedes                  | 1:11.542 | 1:10.835 | 1:10.166 | 1    |
| 2                   | 77 | Valtteri Bottas    | Mercedes                  | 1:11.562 | 1:10.701 | 1:10.252 | 2    |
| 3                   | 33 | Max Verstappen     | Red Bull-Honda            | 1:11.597 | 1:10.618 | 1:10.641 | 3    |
| 4                   | 5  | Sebastian Vettel   | Ferrari                   | 1:11.434 | 1:11.227 | 1:10.947 | 4    |
| 5                   | 10 | Pierre Gasly       | Red Bull-Honda            | 1:11.740 | 1:11.457 | 1:11.041 | 8    |
| 6                   | 20 | Kevin Magnussen    | Haas-Ferrari              | 1:11.865 | 1:11.363 | 1:11.109 | 5    |
| 7                   | 3  | Daniel Ricciardo   | Renault                   | 1:11.767 | 1:11.543 | 1:11.218 | 6    |
| 8                   | 26 | Daniil Kvjat       | Toro Rosso-Honda          | 1:11.602 | 1:11.412 | 1:11.271 | 7    |
| 9                   | 55 | Carlos Sainz jr.   | McLaren-Renault           | 1:11.872 | 1:11.608 | 1:11.417 | 9    |
| 10                  | 23 | Alexander Albon    | Toro Rosso-Honda          | 1:12.007 | 1:11.429 | 1:11.653 | 10   |
| 11                  | 27 | Nico Hülkenberg    | Renault                   | 1:12.097 | 1:11.670 |          | 11   |
| 12                  | 4  | Lando Norris       | McLaren-Renault           | 1:11.845 | 1:11.724 |          | 12   |
| 13                  | 8  | Romain Grosjean    | Haas-Ferrari              | 1:11.837 | 1:12.027 |          | 13   |
| 14                  | 7  | Kimi Räikkönen     | Alfa Romeo-Ferrari        | 1:11.993 | 1:12.115 |          | 14   |
| 15                  | 99 | Antonio Giovinazzi | Alfa Romeo-Ferrari        | 1:11.976 | 1:12.185 |          | 18   |
| 16                  | 16 | Charles Leclerc    | Ferrari                   | 1:12.149 |          |          | 15   |
| 17                  | 11 | Sergio Pérez       | Racing Point-BWT Mercedes | 1:12.233 |          |          | 16   |
| 18                  | 18 | Lance Stroll       | Racing Point-BWT Mercedes | 1:12.846 |          |          | 17   |
| 19                  | 63 | George Russell     | Williams-Mercedes         | 1:13.477 |          |          | 19   |
| 20                  | 88 | Robert Kubica      | Williams-Mercedes         | 1:13.751 |          |          | 20   |
| 107% tijd: 1:16.434 |    |                    |                           |          |          |          |      |

## Wedstrijd
De race werd gewonnen door Lewis Hamilton, die zijn vierde zege van het seizoen behaalde. Max Verstappen eindigde de race als tweede, maar kreeg een straf van vijf seconden vanwege een botsing met Valtteri Bottas in de pitstraat. Hij viel hierdoor terug naar de vierde plaats, terwijl Sebastian Vettel en Bottas respectievelijk tweede en derde werden. Pierre Gasly finishte als vijfde, nadat hij kort voor het eind van de race een pitstop maakte om zo op nieuwere banden de snelste ronde te kunnen rijden. Carlos Sainz jr. eindigde als zesde, voor de Toro Rosso's van Daniil Kvjat en Alexander Albon. Haas-coureur Romain Grosjean eindigde de race als negende, maar hij kreeg een straf van vijf seconden omdat hij over de witte lijn reed toen hij de pitstraat uitreed en viel terug naar de tiende plaats achter Daniel Ricciardo.
Kevin Magnussen kreeg na afloop van de race een tijdstraf van vijf seconden nadat hij de chicane afsneed in een duel met Racing Point-coureur Sergio Pérez en hierbij voordeel behaalde. Hierdoor viel hij terug van de twaalfde naar de veertiende plaats in de einduitslag.
| Pos. | No. | Coureur            | Constructeur              | Rondes | Tijd/Oorzaak uitval | Grid | Punten |
| ---- | --- | ------------------ | ------------------------- | ------ | ------------------- | ---- | ------ |
| 1    | 44  | Lewis Hamilton     | Mercedes                  | 78     | 1:43:28.437         | 1    | 25     |
| 2    | 5   | Sebastian Vettel   | Ferrari                   | 78     | +2.602              | 4    | 18     |
| 3    | 77  | Valtteri Bottas    | Mercedes                  | 78     | +3.162              | 2    | 15     |
| 4    | 33  | Max Verstappen     | Red Bull-Honda            | 78     | +5.537              | 3    | 12     |
| 5    | 10  | Pierre Gasly       | Red Bull-Honda            | 78     | +9.946              | 8    | 11S    |
| 6    | 55  | Carlos Sainz jr.   | McLaren-Renault           | 78     | +53.454             | 9    | 8      |
| 7    | 26  | Daniil Kvjat       | Toro Rosso-Honda          | 78     | +54.574             | 7    | 6      |
| 8    | 23  | Alexander Albon    | Toro Rosso-Honda          | 78     | +55.200             | 10   | 4      |
| 9    | 3   | Daniel Ricciardo   | Renault                   | 78     | +1:00.894           | 6    | 2      |
| 10   | 8   | Romain Grosjean    | Haas-Ferrari              | 78     | +1:01.034           | 13   | 1      |
| 11   | 4   | Lando Norris       | McLaren-Renault           | 78     | +1:06.801           | 12   |        |
| 12   | 11  | Sergio Pérez       | Racing Point-BWT Mercedes | 77     | +1 ronde            | 16   |        |
| 13   | 27  | Nico Hülkenberg    | Renault                   | 77     | +1 ronde            | 11   |        |
| 14   | 20  | Kevin Magnussen    | Haas-Ferrari              | 77     | +1 ronde            | 5    |        |
| 15   | 63  | George Russell     | Williams-Mercedes         | 77     | +1 ronde            | 19   |        |
| 16   | 18  | Lance Stroll       | Racing Point-BWT Mercedes | 77     | +1 ronde            | 17   |        |
| 17   | 7   | Kimi Räikkönen     | Alfa Romeo-Ferrari        | 77     | +1 ronde            | 14   |        |
| 18   | 88  | Robert Kubica      | Williams-Mercedes         | 77     | +1 ronde            | 20   |        |
| 19   | 99  | Antonio Giovinazzi | Alfa Romeo-Ferrari        | 76     | +2 ronden           | 18   |        |
| DNF  | 16  | Charles Leclerc    | Ferrari                   | 16     | Schade ongeluk      | 15   |        |

S Pierre Gasly behaalde een extra punt voor het rijden van de snelste ronde.

## Tussenstanden wereldkampioenschap
Betreft tussenstanden voor het wereldkampioenschap na afloop van de race.

### Coureurs
| Positie | No. | Rijder           | Team                      | Punten |
| ------- | --- | ---------------- | ------------------------- | ------ |
| 01      | 44  | Lewis Hamilton   | Mercedes                  | 137    |
| 02      | 77  | Valtteri Bottas  | Mercedes                  | 120    |
| 03      | 5   | Sebastian Vettel | Ferrari                   | 82     |
| 04      | 33  | Max Verstappen   | Red Bull-Honda            | 78     |
| 05      | 16  | Charles Leclerc  | Ferrari                   | 57     |
| 06      | 10  | Pierre Gasly     | Red Bull-Honda            | 32     |
| 07      | 55  | Carlos Sainz jr. | McLaren-Renault           | 18     |
| 08      | 20  | Kevin Magnussen  | Haas-Ferrari              | 14     |
| 09      | 11  | Sergio Pérez     | Racing Point-BWT Mercedes | 13     |
| 10      | 7   | Kimi Räikkönen   | Alfa Romeo-Ferrari        | 13     |

### Constructeurs
| Positie | Team                      | Punten |
| ------- | ------------------------- | ------ |
| 01      | Mercedes                  | 257    |
| 02      | Ferrari                   | 139    |
| 03      | Red Bull-Honda            | 110    |
| 04      | McLaren-Renault           | 30     |
| 05      | Racing Point-BWT Mercedes | 17     |
| 06      | Haas-Ferrari              | 16     |
| 07      | Toro Rosso-Honda          | 16     |
| 08      | Renault                   | 14     |
| 09      | Alfa Romeo-Ferrari        | 13     |
| 10      | Williams-Mercedes         | 0      |